# Gorghești
Gorghești – wieś w Rumunii, w okręgu Bacău, w gminie Stănișești. W 2011 roku liczyła 98 mieszkańców.